# 陽性対照
陽性対照（ようせいたいしょう）とは、ある実験系において明らかに陽性を示すと予想される対照。毒性試験などにおいて陽性対照に反応が認められない場合には、試験群が毒性を示さなかったとしてもその試験には信頼性がないとして再試験が必要となる。実験系が不安定である場合に、陽性対照は試験結果の成否を判断する指標となる。例えば、サポニンは溶血性に関連する実験の際に陽性対照薬として利用されることがある。
ポジティブコントロール、あるいは略称でポジコンと呼ばれることもある。